# Scytodes tuyucua
Scytodes tuyucua là một loài nhện trong họ Scytodidae.
Loài này thuộc chi Scytodes. Scytodes tuyucua được miêu tả năm 2004 bởi Antonio D. Brescovit, Rheims & Raizer.